# Chapelle de la Marsaulaie de Saint-Mathurin-sur-Loire
La chapelle de la Marsaulaie est une chapelle située à Saint-Mathurin-sur-Loire, en France.

## Localisation
La chapelle est située dans le département français de Maine-et-Loire, sur la commune de Saint-Mathurin-sur-Loire.

## Historique
L'édifice est inscrit au titre des monuments historiques en 1972.